# Timandra
D'acord amb la mitologia grega, Timandra (en grec antic Τιμάνδρα) va ser una filla de Tindàreu i de Leda. Segons una versió transmesa per Servi, es casà amb Èquem i fou mare d'Evandre. La tradició diu que no va fer els sacrificis necessaris en honor d'Afrodita, i la deessa la va fer embogir. Es va deixar raptar per Fileu, que la va portar a viure a Dulíquion. Amb ell va tenir un fill, Meges.